# Kernenergie in Rumänien
Derzeit (Stand Januar 2018) werden in Rumänien an einem Standort zwei Reaktorblöcke mit einer installierten Bruttogesamtleistung von 1.411 MW (Netto 1.300 MW) betrieben. Der erste kommerziell genutzte Reaktorblock ging 1996 in Betrieb.
Der Anteil der Kernkraft an der Gesamtstromerzeugung liegt bei etwa 20 %. Im Jahr 2015 wurden in Rumänien 66 TWh Elektrizität erzeugt, davon stammten 12 TWh aus Kernkraftwerken. Die Gestehungskosten der Elektrizität aus dem Kernkraftwerk Cernavodă werden mit 1,25 US-cent pro kWh angegeben.

## Liste der Kernreaktoren in Rumänien
| Name      | Block | Reaktor- typ | Modell  | Status     | Leistung [MWe] | Leistung [MWe] | Bau- beginn | Erste Netz- synchro- nisation | Kommer- zieller Betrieb (geplant) | Abschal- tung (geplant) | Ein- speisung [TWh] |
| Name      | Block | Reaktor- typ | Modell  | Status     | Netto          | Brutto         | Bau- beginn | Erste Netz- synchro- nisation | Kommer- zieller Betrieb (geplant) | Abschal- tung (geplant) | Ein- speisung [TWh] |
| --------- | ----- | ------------ | ------- | ---------- | -------------- | -------------- | ----------- | ----------------------------- | --------------------------------- | ----------------------- | ------------------- |
| Cernavodă | 1     | PHWR         | CANDU 6 | In Betrieb | 650            | 706            | 01.07.1982  | 11.07.1996                    | 02.12.1996                        | –                       | 114,28              |
| Cernavodă | 2     | PHWR         | CANDU 6 | In Betrieb | 650            | 705            | 01.07.1983  | 07.08.2007                    | 01.11.2007                        | –                       | 60,69               |

1. ↑  Der Bau von Block 2 war vom 1. Dezember 1990 bis zum 8. Oktober 2001 unterbrochen.

## Kernkraftwerk Cernavodă
Stand März 2022 werden am Standort Cernavodă an der Donau zwei Reaktorblöcke betrieben. Der erste Block wurde von 1982 bis 1996 gebaut, der zweite von 1983 bis 2007. Beide Blöcke haben jeweils eine Nettoleistung von 650 Megawatt. Bei den Reaktorblöcken handelt es sich um kanadische CANDU-Reaktoren, welche Schweres Wasser als Moderator verwenden. Drei weitere Blöcke sind bisher unvollständig. Während die Blöcke 3 und 4 fertiggestellt werden sollen, wurde Block 5 aufgegeben.

## Weitere Kernkraftwerksprojekte
Im Juni 2006 wurde von RWE eine Interessenbekundung für ein neues Kernkraftwerksprojekt in Rumänien abgegeben. Das  bis zu 1200 MW leistende neue Kernkraftwerk sollte in Drobeta Turnu Severin gebaut werden und im Jahre 2020 fertiggestellt werden.
Im Oktober 2020 vereinbarte das rumänische Energieministerium mit der US-amerikanischen Export-Import-Bank eine Finanzierung über USD 8 Mrd. für den Umbau von Block 1 und die Fertigstellung der Blöcke 3 und 4. Mit der Modernisierung des Blocks 1 wurde das kanadische Nukleartechnikunternehmen Laurentis Energy Partners beauftragt. Die beiden Reaktoren sollen 2030 bzw. 2031 in Betrieb genommen werden.